# Danilo Kiš
Danilo Kiš (cirill írással Данило Киш, Szabadka, 1935. február 22. – Párizs, 1989. október 15.) magyar-zsidó származású jugoszláv (szerb) író. Anyai ágon montenegrói származású.

## Élete
Kiss Dániel néven született a vajdasági Szabadkán 1935-ben, Kiss (Kohn) Ede (Eduard Kiš) és Milica Dragićević fiaként, így egyszerre volt magyar-zsidó és szerb származású is. Bár szerbül írt, néha magyarul jegyzetelt. Jól tudott magyarul; úgy vallotta, hogy Ady hatására lett író (1947-ben fordított is tőle). Gyermekkorában néhány évig a Zala vármegyei Kerkabarabáson élt. Itt magyar iskolába járt, első fogalmazásait is magyarul írta. Apját innen hurcolták el 1944-ben Auschwitzba.
A háború után a család megmaradt része az anya családjához, a montenegrói Cetinjébe ment. 1954-ben ott érettségizett, majd a Belgrádi Egyetemen tanult, ahol 1958-ban szerzett diplomát. Ő volt az első diák, aki összehasonlító irodalomtudományt végzett. A Vidici magazin jelentős személyisége volt, 1960-ig dolgozott ott. 1962-ben publikálta első két novelláját, a Manzárdot (Mansarda) és a 44. zsoltárt (Psalam 44). 1973-ban NIN-díjat kapott Peščanik című munkájáért. A következő években több hazai és külföldi elismerésben részesült.
Miután szerb nyelvi lektor lett két franciaországi egyetemen (Strasbourg, Párizs), élete nagy részét Párizsban töltötte. 1962-ben feleségül vette Mirjana Miočinovićot, akitől 1981-ben elvált. Ezután Pascale Delpech-sel élt együtt. Tüdőrákban hunyt el.

## Művei
- Mansarda: satirična poema, 1962 (regény; magyarul: Manzárd)
- Psalam 44, 1962 (regény)
- Bašta, pepeo, 1965 (regény; magyarul: Kert, hamu)
- Rani jadi: za decu i osetljive, 1970 (novellák; magyarul: Korai bánat)
- Peščanik, 1972 (regény; magyarul: Fövenyóra; Tolnai Szabolcs rendezésében 2007-ben film készült belőle)
- Po-etika, 1972 (esszé)
- Po-etika, knjiga druga, 1974 (interjúk)
- Grobnica za Borisa Davidoviča: sedam poglavlja jedne zajedničke povesti, 1976 (novellák; magyarul: Borisz Davidovics síremléke)
- Čas anatomije, 1978 (regény; magyarul: Anatómiai lecke)
- Noć i magla, 1983 (dráma)
- Homo poeticus, 1983 (esszék és interjúk)
- Enciklopedija mrtvih, 1983 (novellák; magyarul: A holtak enciklopédiája)
- Gorki talog iskustva, 1990 (interjúk)
- Život, literatura, 1990 (interjúk és esszék)
- Pesme i prepevi, 1992 (versek)
- Lauta i ožiljci, 1994 (novellák; magyarul: Lant és sebhelyek)
- Skladište, 1995 (szövegek)
- Varia, 1995 (esszék, cikkek és novellák)
- Pesme, Elektra, 1995 (versek)

## Magyarul
- Manzárd. Két kisregény / A 44. zsoltár; ford. Vári Gerda; Európa, Bp., 1966
- Kert, hamu. Regény; ford. Ács Károly; Európa, Bp., 1967
- A csönd elemei. Mai jugoszláv esszék; vál., utószó Danilo Kis, ford. Sztepánov Predrág; Európa, Bp., 1968 (Modern könyvtár)
- Korai bánat. Gyermekek és érzékenyek számára; ford. Ács Károly; Forum, Újvidék, 1971
- Fövenyóra. Regény; ford. Borbély János; Forum, Újvidék, 1973
- Borisz Davidovics síremléke. Hét fejezet egy közös történetből; ford. Borbély János; Fórum, Újvidék, 1978
- A holtak enciklopédiája. Elbeszélések; ford. Borbély János; Forum, Újvidék, 1986
- Borisz Davidovics síremléke. Hét fejezet egy közös történetből; ford. Borbély János; Fórum, Újvidék, 1989
- Lant és sebhelyek. Novellák a hagyatékból, 1980–1986; ford. Balázs Attila et al., szerk. Balázs Attila; Pesti Szalon, Bp., 1994 (Danilo Kiš életműsorozat)
- Kételyek kora. Esszék, tanulmányok; vál., utószó Bányai János; Kalligram–Fórum, Pozsony–Újvidék, 1994 (Dominó könyvek. Libertas et civitas)
- Anatómiai lecke; ford. Balázs Attila, Radics Viktória, Varga Piroska; Palatinus Könyvek, Bp., 1999